# Teologia da substituição
Teologia da substituição ou supersessionismo é uma interpretação cristã do Novo Testamento que vê a relação de Deus com os cristãos como sendo ou a "substituição" ou a "realização" da promessa feita aos judeus (ou os israelitas). A expressão bíblica desta relação de Deus com as pessoas é chamada de aliança, o que torna o ponto de disputa da teologia da substituição a ideia de que uma Nova Aliança com os cristãos e a Igreja cristã teria substituído ou completado a Aliança Mosaica (ou a Torá) com os israelitas. Uma questão central na teologia da substituição é como e em que medida a ética da Aliança Mosaica foi colocada de lado ou mesmo completamente abolida pela Nova Aliança.

## Tipologia
Tanto os teólogos cristãos quanto os judeus identificaram diferentes tipos de teologia da substituição na interpretação bíblica.
R. Kendall Soulen aponta três categorias: punitiva, econômica e estrutural:
- Punitivo: é representado por teólogos como Hipólito de Roma, Orígenes e Lutero. Representa o ponto de vista que os judeus que rejeitam Jesus como Messias estão, consequentemente, condenados por Deus, perdendo assim a promessa que lhes fora feita sob a Aliança Mosaica. É importante salientar que tanto Orígenes quanto Hipólito esperavam que os judeus fossem salvos juntamente com os gentios no fim dos tempos.[3]
- Econômico: não se refere a dinheiro e sim à função técnica teológica do termo (veja Trinitarismo econômico). É o ponto de vista que o objetivo prático da nação de Israel nos planos de Deus foi substituído pela Igreja. Seus principais representantes são escritores como Justino Mártir e Santo Agostinho. Este esperava também que os judeus fosse salvos com os gentios no fim dos tempos.[4]
- Estrutural: é o termo utilizado por Soulen para a marginalização de facto do Antigo Testamento como um normativo para o pensamento cristão. Em suas palavras, "O supercessionismo estrutural se refere à narrativa lógica de um modelo lógico que torna as escrituras hebraicas em grande parte inconclusivas na formação das convicções cristãos sobre como Deus funciona como Realizador e, como Redentor, engaja a humanidade de forma universal e duradoura.".[5][6] Veja também Visão cristã sobre o Antigo Testamento, Antinomianismo, Revelação progressiva e Marcionismo.

Estas três visões não são nem mutuamente exclusivas e nem logicamente dependentes, sendo possível acreditar em todas elas ou em qualquer combinação entre elas.
O teólogo judeu e estudioso da lei rabínica David Novak sugere que há três opções::
- A Nova Aliança é uma extensão [no sentido de prorrogação] da Aliança Mosaica.
- A Nova Aliança é uma adição à Aliança Mosaica.
- A Nova Aliança é uma substituição da Aliança Mosaica.

Ele observa ainda que "Na igreja antiga, parece, a Nova Aliança apresentada pelo Novo Testamento ou entendida como sendo uma adição à anterior (a religião da Torá e as tradições judaicas farisaicas, sumarizadas nos dez mandamentos), ou ela foi entendida como sendo uma substituição dela".
Novak considera tanto ambas as formas como supersessionistas e chama a primeira de "supersessionismo fraco" e a segunda, de "supersessionismo forte". A primeira "não afirma que Deus terminou a Aliança do Êxodo-Sinai com o povo judeu. Ao invés disso, ela afirma que Jesus veio para realizar a sua promessa, primeiro para os judeus que "já" iniciados na Aliança, e que "então" o aceitaram como Messias, como a realização da Aliança. "E", ela afirma que Jesus veio tanto para iniciar quanto realizar a promessa da Aliança para os gentios, cuja única conexão com ela é através dele. Assim, neste tipo de supersessionismo, os judeus que não aceitaram Jesus como Messias também são parte da Aliança no sentido de que o 'o que Deus juntou, o homem não separa' [ênfase no original].". Ver também Teologia da dupla-aliança.
O supersessionismo forte, por outro lado, afirma que "...a Antiga Aliança está morta. Os judeus, por seus pecados e principalmente pela rejeição de Jesus como Messias, abriram mão de sua Aliança. Veja também antinomianismo.
Esta classificação provê opções mutuamente exclusivas. O supercessionismo forte implica numa visão punitiva e econômica da teologia cristã. O supersessionismo fraco não se insere em nenhuma das três categorias e, ao invés disso, está associado diretamente com o judeu-cristianismo.